# Rijksbureau voor Kunsthistorische Documentatie

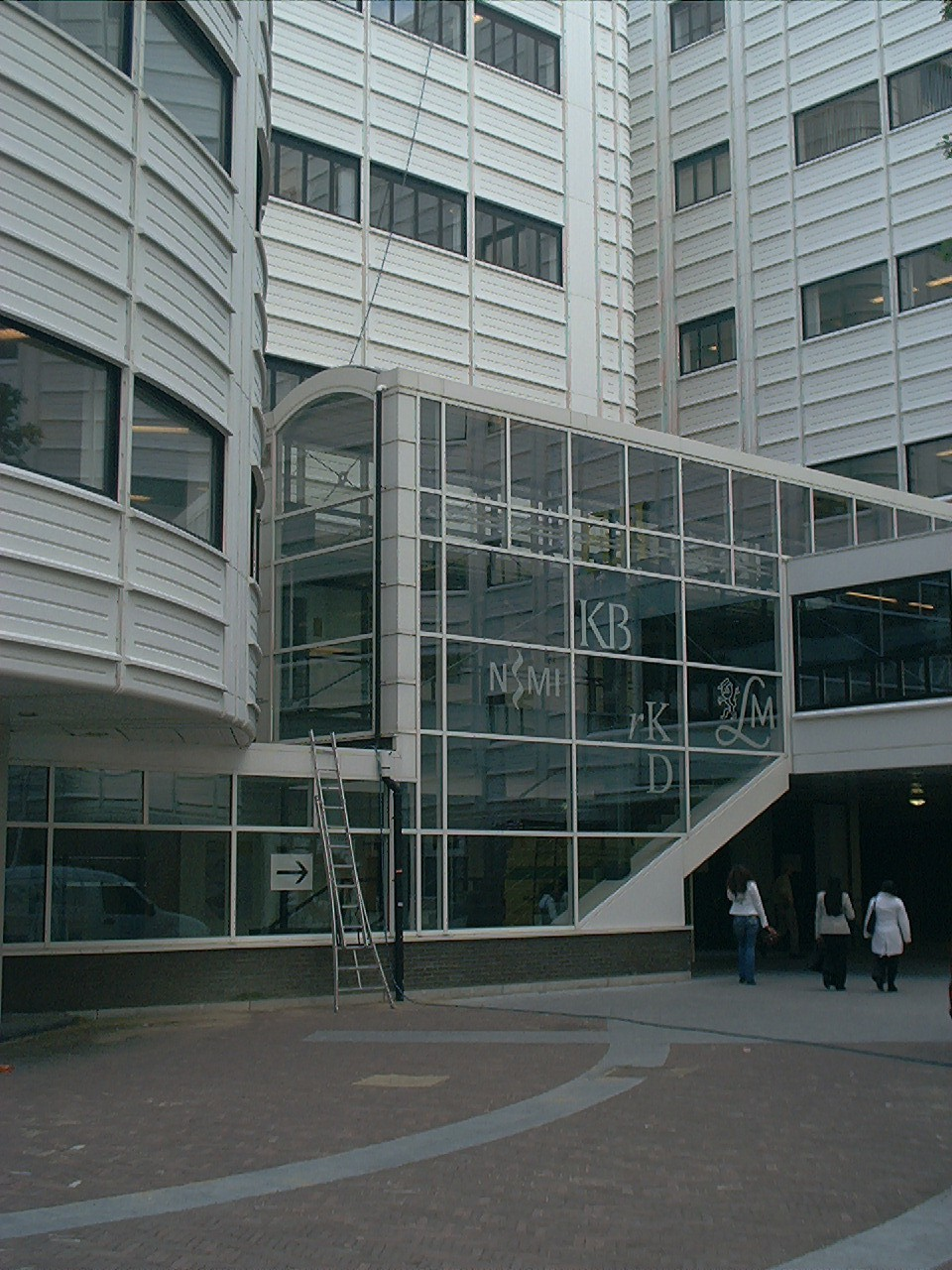
Vista do edifício do KDB.

Rijksbureau voor Kunsthistorische Documentatie (RKD; literalmente, Instituto Neerlandês para a História da Arte) é o maior centro de história da arte do mundo e está situado em a Haia. O centro está especializado em documentação, arquivos e livros sobre a história da arte em Ocidente a partir da Idade Média até ao presente. Todo o seu conteúdo está aberto ao público e a maioria estão digitalizados e disponível na sua página web. O objectivo principal da instituição é recolher, classificar, e fazer investigação da arte, especialmente na pintura barroca nos Países Baixos.
Graças à disposição de bases de dados, o visitante pode investigar a vida de muitos artistas dos séculos passados. A biblioteca dispõe de perto de 450 000 títulos, dos qauis perto de 150 000 são catálogos de leilão. Há ao redor de 3 000 revistas. Ainda que muito do catálogo está em neerlandês, o formato de registo normalizado inclui uma ligação a entradas de biblioteca e imagens de obras conhecidas, que incluem títulos tanto em inglês como em neerlandês.
O RKD também gere a versão neerlandesa de Art & Architecture Thesaurus, uma enciclopédia de termos para a gestão da informação em arte e arquitetura. A versão original é uma iniciativa do Museu J. Paul Getty em Malibu (Califórnia).